# Giovanni Esposito
Giovanni Esposito (Napoli, 14 giugno 1970) è un attore, regista e comico italiano.

## Biografia
Nato e cresciuto a Napoli, nel quartiere di Miano, dal 1993 al 1995 frequenta la scuola del Teatro Bellini di Napoli. Inizia la sua carriera in televisione grazie al personaggio di Giovanni Cazzaniga, sia al Pippo Chennedy Show che a Mai dire..., assieme alla Gialappa's Band, nello stereotipo del tipico napoletano della medio-piccola borghesia. Da segnalare il sodalizio professionale coi comici Aldo, Giovanni e Giacomo.
Per la televisione ha partecipato, tra gli altri, a La piovra 8 - Lo scandalo, Anni '50, Grandi domani Salvo D'Acquisto, Storia di Nilde, I bastardi di Pizzofalcone, Cops - Una banda di poliziotti e Vita da Carlo 3.
Nel 2024 dirige il suo primo film, Nero, di cui è anche sceneggiatore ed è uno degli ospiti fissi a Stasera tutto è possibile su Rai 2. Nello stesso periodo è anche un ospite ricorrente del tavolo di Che tempo che fa sul Nove.

## Vita privata
È sposato con l'attrice Susy Del Giudice, con la quale ha una figlia.

## Filmografia

### Cinema
- Polvere di Napoli, regia di Antonio Capuano (1998)
- Due volte nella vita, regia di Emanuela Giordano (1998)
- Ormai è fatta!, regia di Enzo Monteleone (1999)
- Tutti gli uomini del deficiente, regia di Paolo Costella (1999)
- L'uomo della fortuna, regia di Silvia Saraceno (2000)
- Sono positivo, regia di Cristiano Bortone (2000)
- Il partigiano Johnny, regia di Guido Chiesa (2000)
- Tandem, regia di Lucio Pellegrini (2000)
- Ribelli per caso, regia di Vincenzo Terracciano (2001)
- Bimba - È clonata una stella, regia di Sabina Guzzanti (2002)
- La leggenda di Al, John e Jack, regia di Aldo, Giovanni e Giacomo e Massimo Venier (2002)
- Al cuore si comanda, regia di Giovanni Morricone (2003)
- Piacere Michele Imperatore, regia di Bruno Memoli (2008)
- Tris di donne e abiti nuziali, regia di Vincenzo Terracciano (2009)
- The Tourist, regia di Florian Henckel von Donnersmarck (2010)
- La banda dei Babbi Natale, regia di Paolo Genovese (2010)
- Mozzarella Stories, regia di Edoardo De Angelis (2011)
- Anche se è amore non si vede, regia di Ficarra e Picone (2011)
- To Rome with Love, regia di Woody Allen (2012)
- Omamamia, regia di Tomy Wigand (2012)
- Una piccola impresa meridionale, regia di Rocco Papaleo (2013)
- La buca, regia di Daniele Ciprì (2014)
- Il ricco, il povero e il maggiordomo, regia di Aldo, Giovanni e Giacomo e Morgan Bertacca (2014)
- La nostra terra, regia di Giulio Manfredonia (2014)
- Si accettano miracoli, regia di Alessandro Siani (2015)
- A Napoli non piove mai, regia di Sergio Assisi (2015)
- Natale col boss, regia di Volfango De Biasi (2015)
- Tiramisù, regia di Fabio De Luigi (2016)
- Troppo napoletano, regia di Gianluca Ansanelli (2016)
- Vieni a vivere a Napoli, registi vari (2016)
- Non c'è più religione, regia di Luca Miniero (2016)
- Ammore e malavita, regia dei Manetti Bros. (2017)
- Metti la nonna in freezer, regia di Giancarlo Fontana e Giuseppe G. Stasi (2018)
- Bob & Marys - Criminali a domicilio, regia di Francesco Prisco (2018)
- Loro, regia di Paolo Sorrentino (2018)
- Scappo a casa, regia di Enrico Lando (2019)
- Il giorno più bello del mondo, regia di Alessandro Siani (2019)
- Anime borboniche, regia di Paolo Consorti e Guido Morra (2021)
- Benvenuti in casa Esposito, regia di Gianluca Ansanelli (2021)
- I fratelli De Filippo, regia di Sergio Rubini (2021)
- Black Parthenope, regia di Alessandro Giglio (2022)
- Falla girare, regia di Giampaolo Morelli (2022)
- Piano piano, regia di Nicola Prosatore (2023)
- Book Club - Il capitolo successivo (Book Club: The Next Chapter), regia di Bill Holderman (2023)
- Cattiva coscienza, regia di Davide Minnella (2023)
- Zamora, regia di Neri Marcorè (2024)
- Falla girare 2 - Offline, regia di Giampaolo Morelli (2024)
- Io e te dobbiamo parlare, regia di Alessandro Siani (2024)
- Nero, regia di Giovanni Esposito (2024)
- Jay Kelly, regia di Noah Baumbach (2025)

### Televisione
- Un posto al sole – soap opera (1996)
- La piovra 8 - Lo scandalo, regia di Giacomo Battiato – miniserie TV (1997)
- Anni '50, regia di Carlo Vanzina – miniserie TV (1998)
- Giornalisti – serie TV (2000)
- Bla Bla Bla, regia di David Emmer – varietà, 3 episodi (2005)
- Grandi domani – serie TV (2005)
- Salvo D'Acquisto, regia di Alberto Sironi – miniserie TV (2005)
- L'avvocato Guerrieri - Ad occhi chiusi, regia di Alberto Sironi – film TV (2008)
- Pane e libertà, regia di Alberto Negrin – miniserie TV (2009)
- L'isola dei segreti - Korè, regia di Ricky Tognazzi – miniserie TV (2009)
- I delitti del cuoco – serie TV (2010)
- Il caso Enzo Tortora - Dove eravamo rimasti?, regia di Ricky Tognazzi – miniserie TV (2012)
- Qualunque cosa succeda, regia di Alberto Negrin – miniserie TV (2014)
- Matrimoni e altre follie – serie TV (2016)
- I bastardi di Pizzofalcone – serie TV (2017-2021)
- Cops - Una banda di poliziotti, regia di Luca Miniero – serie TV (2020-2021)
- Maradona: sogno benedetto (Maradona: sueño bendito) – serie TV, episodio 1x06 (2021)
- Non ti pago, regia di Edoardo De Angelis – film TV (2021)
- Diversi come due gocce d'acqua, regia di Luca Lucini – film TV (2022) - serie film da Purché finisca bene
- Vita da Carlo 3 – serie TV (2024)
- Uonderbois – serie TV (2024)
- Pesci piccoli - Un'agenzia. Molte idee. Poco budget – serie TV, episodio 2x03 (2025)

### Regista e sceneggiatore
- Nero (2024)

## Teatro

### Attore
- Spaccanapoli Times, regia di e con Ruggero Cappuccio (2015-2017)
- Regalo di Natale, regia di Marcello Cotugno (2017)
- I cavalieri, regia di Giampiero Solari (2018)
- Exit, regia di Giovanni Esposito (2019)
- Anfitrione, regia di Filippo Dini (2019)
- A che servono questi quattrini, regia di Andrea Renzi (2021-2022)
- Benvenuti in casa Esposito, regia di Alessandro Siani (2025-in corso)

### Regista
- Il baciamano (2016-2020)

## Televisione
- Bar Stella (Rai 2, 2021-2023)
- Da Natale a Santo Stefano (Rai 2, 2023)
- Stasera tutto è possibile (Rai 2, 2024) - ospite fisso
- Affari tuoi - Speciale (Rai 1, 2025)

## Doppiaggio
- John Lynch in  Da domani mi alzo tardi (2023)

## Riconoscimenti
- Nastro d'argento
  - 2025 - Candidatura a miglior regista esordiente per Nero